# Jeja
Die Jeja (russisch Е́я) ist ein 313 km langer Zufluss des Asowschen Meeres im nördlichen Kaukasusvorland in Russland.

## Verlauf
Die Jeja entspringt in einer Höhe von etwa 100 m in den Steppen des nordöstlichen Kuban-Gebietes. Die Quelle liegt etwa 50 km Luftlinie östlich der Stadt Tichorezk, wenige Kilometer südöstlich der Staniza Nowopokrowskaja in der Region Krasnodar. Die Jeja durchfließt den Norden der Region in nordwestlicher, später westlicher Richtung. Auf einem Teil des Unterlaufs markiert sie die Grenze zur Oblast Rostow bzw. durchfließt deren Territorium auf wenigen Kilometern. Das im Unterlauf durchflossene Gebiet ist stark versumft. Sie mündet schließlich unweit der Staniza Staroschtscherbinowskaja in den Jeja-Liman (auch Jeiski-Liman oder Jeisker Liman) der Bucht von Taganrog des Asowschen Meeres. Der bis zu 13 km breite Liman öffnet sich gut 20 km weiter westlich zum offenen Meer.
Die Jeja durchfließt keine Städte, aber eine Vielzahl größerer Stanizen, die teilweise bis zu 30.000 Einwohner haben, darunter außer den genannten Kalnibolotskaja, Krylowskaja, Kisljakowskaja, Kuschtschowskaja, Schkurinskaja und Kanelowskaja. Wenige Kilometer vom Fluss entfernt liegt an seinem linken Zufluss Sossyka die große Staniza Starominskaja, am südwestlichen Ufer der Mündung des Jeja-Limans die nach dem Fluss benannte Stadt Jeisk.
Die bedeutendsten Nebenflüsse sind Gorkaja, Ploskaja, Kawalerka und Kugo-Jeja von rechts sowie Ternowka, Wessjolaja und Sossyka von links.

## Hydrologie
Das Einzugsgebiet des Flusses umfasst 8650 km². Die mittlere Abflussmenge beträgt am Mittellauf bei der Staniza Kuschtschowskaja nur 2,5 m³/s. Praktisch auf ihrer gesamten Länge ist der Fluss durch kleine Staudämme reguliert und stellt eine ununterbrochene Reihe von Teichen dar. Ab dem oberen Mittellauf ist das Wasser des Flusses leicht salzig.

## Nutzung und Infrastruktur
Die Jeja ist nicht schiffbar. Wegen des Salzgehaltes kann ihr Wasser nur bedingt zur Bewässerung landwirtschaftlicher Nutzflächen verwendet werden.
Unweit ihrer Quelle wird die Jeja in der Staniza Nowopokrowskaja von der Eisenbahnstrecke Wolgograd – Salsk – Tichorezk gekreuzt, bei Kuschtschowskaja von der Strecke Rostow am Don – Machatschkala und bei Kanelowskaja von der Strecke Bataisk – Krasnodar. Die Fernstraße M4 von Moskau nach Krasnodar und weiter an das Schwarze Meer überquert die Jeja bei Kisljakowskaja, die Regionalstraße R268 von Bataisk nach Krasnodar unweit der Mündung.